# Hössjö
Hössjö is een plaats in de gemeente Umeå in het landschap Västerbotten en de provincie Västerbottens län in Zweden. De plaats is opgedeeld in twee småort: Hössjö (westelijk deel) (Zweeds: Hössjö (västra delen)) en Hössjö (oostelijk deel) (Zweeds: Hössjö (östra delen)). Hössjö (westelijk deel) heeft 98 inwoners (2005) en een oppervlakte van 23 hectare. Hössjö (oostelijk deel) heeft 55 inwoners (2005) en een oppervlakte van 11 hectare.
Bij de in het bos gelegen plaats kruizen twee wegen elkaar. In de omgeving van de plaats liggen verschillende heuvels tot ongeveer 200 meter boven de zeespiegel. De plaats zelf ligt ongeveer 75 meter boven de zeespiegel.